# Springfield, Illinois
Springfield je glavni grad američke savezne države Illinois. Springfield je izabran za glavni grad iako je tek šesti grad po veličini u Illinoisu najviše zbog toga što je bio grad u kojem je prije izbora za predsjednika živio i radio Abraham Lincoln. Springfield je glavni grad i zato što je smješten u centralnom položaju u državi, a daleko najveći i najvažniji grad Illinoisa Chicago je u rubnom položaju na obali jezera Michigan. U gradu se nalazi i Lincolnov grob i memorijalna knjižnica.

## Povijest
Springfield je 1821. osnovao američki senator John C. Calhoun koji je vodio američke doseljenike u taj prostor. U početku je grad nazvao Calhoun prema sebi, a kasnije je dobio ime Springfield prema istoimenom gradu u državi Massachusetts. U to doba je Springfield bio manji gradić, a glavni grad Illinoisa je bio Kaskaskia, a kasnije Vandalia. Abraham Lincoln je u grad doselio 1837. godine i u njemu je živio i radio sljedeće 24 godine. Boravak Lincolna doprinosi popularnosti grada u koji se doseljava sve više stanovnika. Tokom Američkog građanskog rata se u gradu uvježbavala regimenta koju je vodio general Ulysses S. Grant i razvija se ratna industrija, te brojni stanovnici sudjeluju u ratu. 1908. je došlo do rasnih nereda između crnaca i bijelaca u kojima su bjelačke bande terorizirale i ubijale crnce.
12. ožujka 2006. su grad pogodila dva tornada. Američki predsjednik Barack Obama je bio senator države Illinois i u Springfieldu je 2007. objavio početak svoje kampanje za predsjedničke izbore.

## Zemljopis
Springfield je smješten u središnjem dijelu države Illinois, u prostoru travnatih ravnica koje se nazivaju prerije. Nalazi se u dolini rijeke Illinois u koju se pokraj grada ulijeva rijeka Sangamon. Južno od grada je jezero Springfield koje je izvor pitke vode i značajno rekreacijsko područje. Klima je vlažna kontinentska. Grad je često na udaru tornada koji se stvaraju iznad američkih ravnica zbog sudara toplog zraka s juga i hladnog sa sjevera.

## Znamenitosti
Najvažnije znamenitosti koje privlače brojne turiste iz Sjedinjenih Država su vezane uz predsjednika Abrahama Lincolna. To su: Lincolnova grobnica, Lincolnova kuća (Nacionalno povijesno mjesto), Lincolnova memorijalna knjižnica i muzej, Nacionalni povijesni park s Lincolnovim skulpturama i stara zgrada uprave Illinoisa (Old State Capitol). Značajna je i nova zgrada uprave (Illinois State Capitol).

## Gradovi prijatelji
- Villach, Austrija
- Killarney, Irska
- San Pedro, Meksiko
- Ashikaga, Japan